# Michael Hofland
Pour les articles homonymes, voir Hofland.
Michael Hofland est un acteur néerlandais.

## Filmographie

### Cinéma
- 1988 : Honor Bound (en) de Jeannot Szwarc : Gunther
- 1989 : L'Orchestre rouge : l'invité de Berlin
- 1994 : Erotic Choices
- 1998 : L'Homme au masque de fer : Ruffian
- 2000 : Lumumba : l'officier belge
- 2002 : Vivre me tue : le Scandinave
- 2006 : OSS 117 : Le Caire, nid d'espions : Colonel Hermann von Umsprung[1]
- 2006 : Camping : Cornelius
- 2007 : Timboektoe : Rector
- 2008 : La Personne aux deux personnes : Peter Van Der Grooten
- 2008 : 8th Wonderland : Karel
- 2014 : Monuments Men : le prêtre Claude

### Télévision
- 1988 : Hemingway
- 1988 : Le Dixième Homme : un gestapiste
- 1988 : Le Crépuscule des loups : un soldat SS
- 1988 : L'Homme à tout faire
- 1989 : Les Jupons de la révolution : l'ambassadeur d'Autriche (1 épisode)
- 1989 : La Grande Cabriole : l'officier prussien
- 1989 : Au péril de ma vie : l'officier de la Luftwaffe
- 1990 : Dallas : le chauffeur (1 épisode)
- 1990 : Le Gorille : l'inspecteur (1 épisode)
- 1990 : Stirn et Stern : Karl
- 1993 : Highlander : l'officier bavarois (1 épisode)
- 1994 : Un crime de guerre : Fritoff
- 1994-2010 : Onderweg Naar Morgen : Philippe Van Leuven
- 2001 : Sydney Fox, l'aventurière : Henri VIII (1 épisode)
- 2001 : Largo Winch
- 2005 : Le Triporteur de Belleville : Caporal Anita
- 2005 : Famille d'accueil : Martin (1 épisode)
- 2005 : Grijpstra & de Gier : le coronaire (2 épisodes)
- 2005 : Tenerife : Van Zanten
- 2006 : Aux origines de l'humanité : Capitaine Van Zanten (1 épisode)
- 2007 : Schemeren : Man Ria
- 2007 : René Bousquet ou le Grand Arrangement : Général Oberg
- 2007 : Monsieur Max : un gestapiste
- 2007 : Van Speijk : Colonel de Vreede (1 épisode)
- 2008 : Flikken Maastricht : un Français
- 2008 : Flow : le capitaine de la gendarmerie
- 2010 : Camping Paradis : le père de Jan (1 épisode)
- 2011 : Van God Los : le conducteur (1 épisode)
- 2013 : Exit : Tolk
- 2013 : Une maison pour Van Gogh : Joseph Roulin
- 2014 : Heer & Meester : Bonaparte (1 épisode)